# 勒梅泽尔
勒梅泽尔（法語：Le Merzer，法語發音：[lə mɛʁzɛʁ]）是法国阿摩尔滨海省的一个市镇，位于该省中部偏北，属于圣布里厄区。

## 地理
勒梅泽尔（48°34'33"N, 3°4'6"W）面积12.63 平方千米，位于法国布列塔尼大區阿摩尔滨海省，该省份为法国西北部沿海省份，位于布列塔尼半岛北部，北濒大西洋英吉利海峡，西接菲尼斯泰尔省，南至莫尔比昂省，东临伊勒-维莱讷省。
与勒梅泽尔接壤的市镇（或旧市镇、城区）包括：古德兰、圣阿加通、圣让凯尔达涅勒、布兰戈洛、波姆里特勒维孔特。

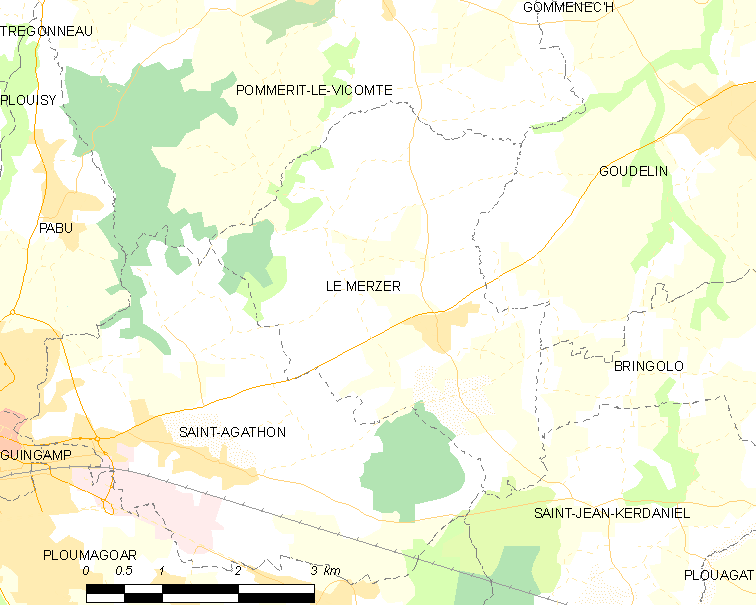
勒梅泽尔的OSM定位图

勒梅泽尔的时区为UTC+01:00、UTC+02:00（夏令时）。

## 行政
勒梅泽尔的邮政编码为22200，INSEE市镇编码为22150。

## 政治
勒梅泽尔所属的省级选区为甘冈县。

## 人口

1962-2008年间勒梅泽尔人口变化图示

勒梅泽尔于2022年1月1日时的人口数量为974人。